# Ford LTD II
Ford LTD II — последний среднеразмерный автомобиль Ford Motor Company, производившийся с 1977 по 1979 для североамериканского рынка. По своим техническим характеристикам Ford LTD II был схож с Ford Torino, который и должен был заменить на рынке США и Канады. При проектировании модели было решено использовалось шасси, применявшееся в Ford Elite 1972—1976 годах выпуска. Наряду с Ford LTD II это шасси также использовалось на Ford Thunderbird, Mercury Cougar, Ford Ranchero с 1977 по 1979 год.
Ford LTD II выпускался в трёх комплектациях: базовая версия называлась LTD II 'S', LTD II представлял собой более комфортабельную версию, а топ-версия модели называлась LTD Brougham II.
Все модификации Ford LTD II оснащались V-образными 8-цилиндровыми двигателями. Линейка двигателей, предлагавшихся к установке была ограничена 4 видами — 5,0 л. Ford 302 Windsor, 5,8 л. Ford 351M, 5,8 л. Ford 351 Windsor и 6,6 л. Ford 400 Cleveland. Двигатель Ford 400 Cleveland устанавливался на Ford LTD II только в 1977 и 1978 годах, а Ford 302 Windsor не устанавливался на автомобили, реализовывавшиеся в Калифорнии.
Пассажировместимость Ford LTD II составляла 6 человек, а в варианте Ford LTD II Wagon (только для 1977 года) возрастала до 8 человек за счет дополнительного (опционального) ряда кресел, устанавливаемых против движения автомобиля.

## 1977

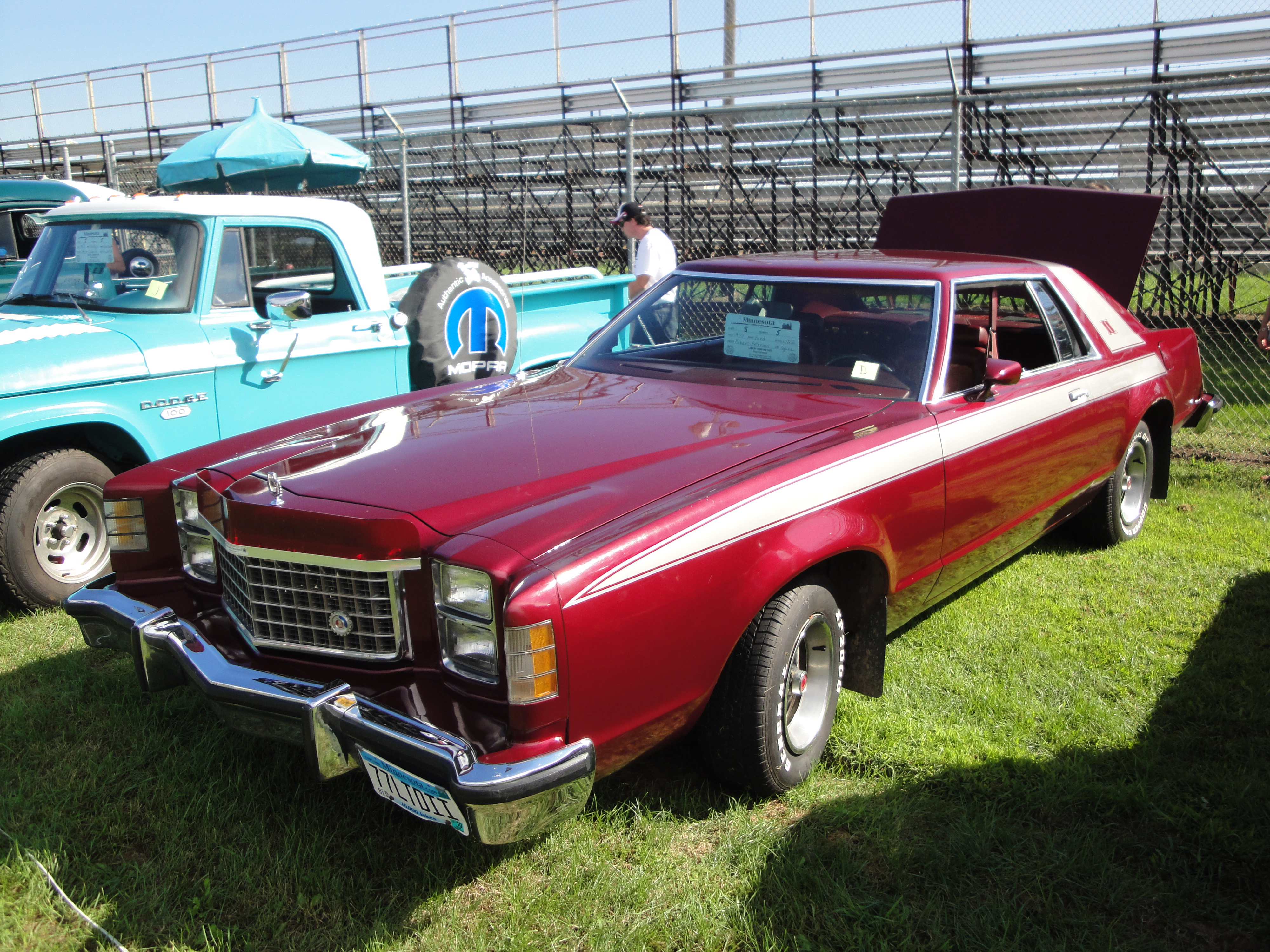
Ford LTD II, 1977 года

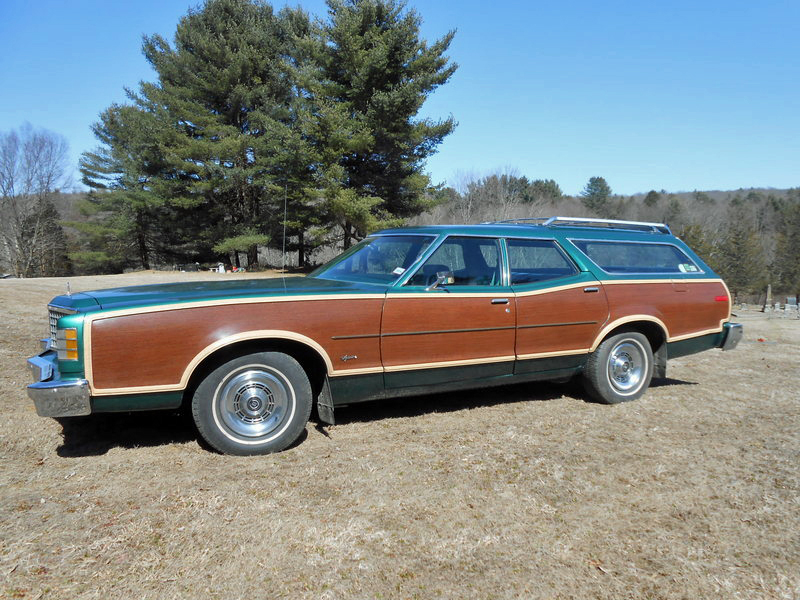
Ford LTD II Squire Wagon, модель 1977 года с отделкой «woody»

Модель Ford LTD II Station Wagon и Squire Wagon выпускались только в 1977 году. В дальнейшем производство универсалов не возобновлялось.
 Статистика производства 
| Модификация           | Модель                 | Объём производства | Заводская цена,$ | Масса                 |
| --------------------- | ---------------------- | ------------------ | ---------------- | --------------------- |
| LTD II (V-8)          | 2-dr. Hardtop Coupe    | 57 449             | 4785             | 3789 фунтов (1719 кг) |
| LTD II (V-8)          | 4-dr. Pillared Hardtop | 56 704             | 4870             | 3904 фунта (1771 кг)  |
| LTD II (V-8)          | 4-dr. Station Wagon    | 23 237             | 5064             | 4404 фунта (1998 кг)  |
| LTD II (V-8)          | 4-dr. Squire Wagon     | 17 162             | 5335             | 4430 фунтов (2010 кг) |
| LTD II 'S' (V-8)      | 2-dr. Hardtop Coupe    | 9 531              | 4528             | 3789 фунтов (1719 кг) |
| LTD II 'S' (V-8)      | 4-dr. Pillared Hardtop | 18 775             | 4579             | 3894 фунта (1766 кг)  |
| LTD II 'S' (V-8)      | 4-dr. Station Wagon    | 9 636              | 4806             | 4393 фунта (1993 кг)  |
| LTD II BROUGHAM (V-8) | 2-dr. Hardtop Coupe    | 20 979             | 5121             | 3898 фунтов (1768 кг) |
| LTD II BROUGHAM (V-8) | 4-dr. Pillared Hardtop | 18 851             | 5206             | 3930 фунтов (1780 кг) |

## 1978

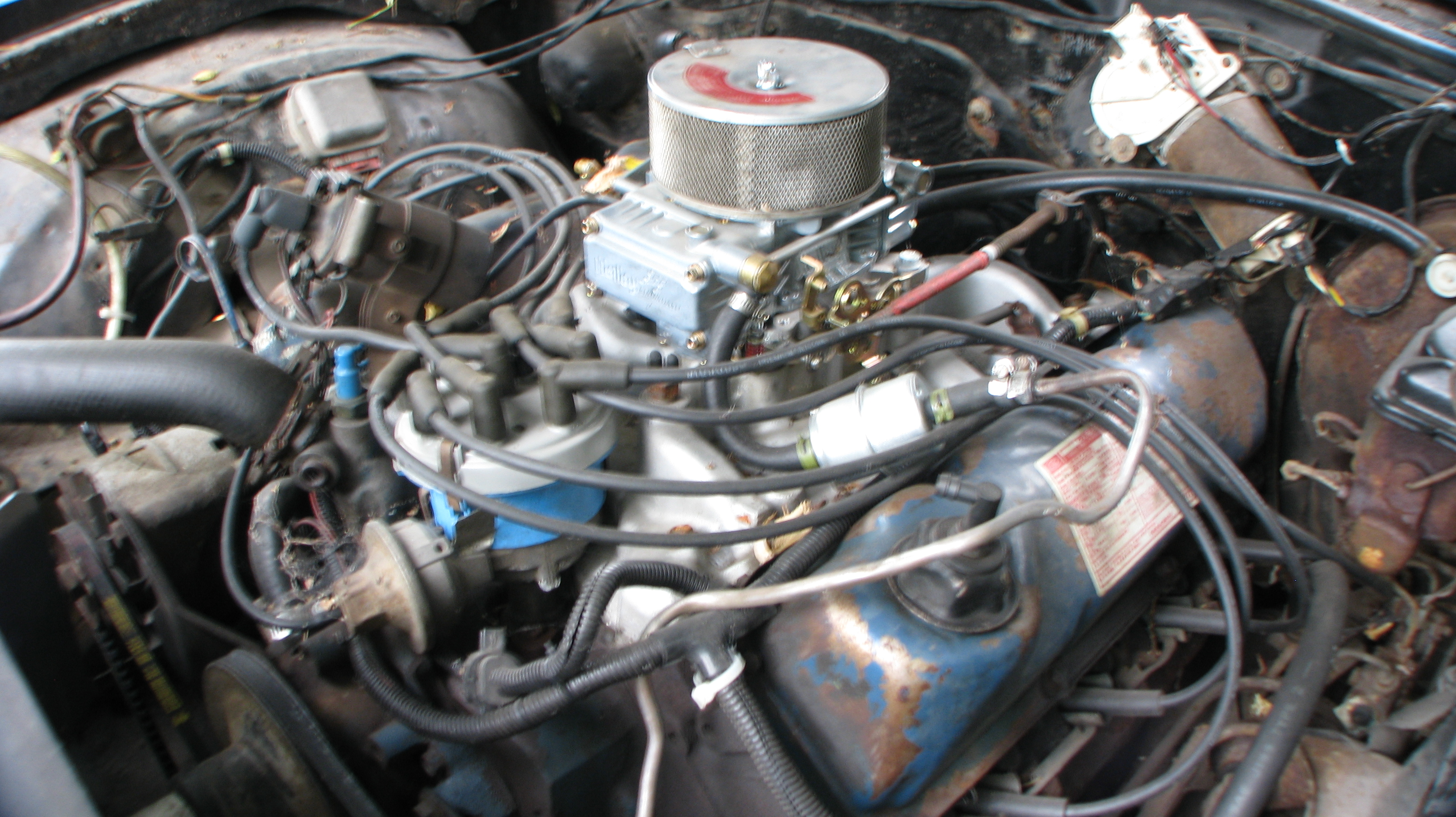
Двигатель Ford 400 Cleveland V8, устанавливавшийся на Ford LTD II в 1977 и 1978 годах, с элементами тюнинга

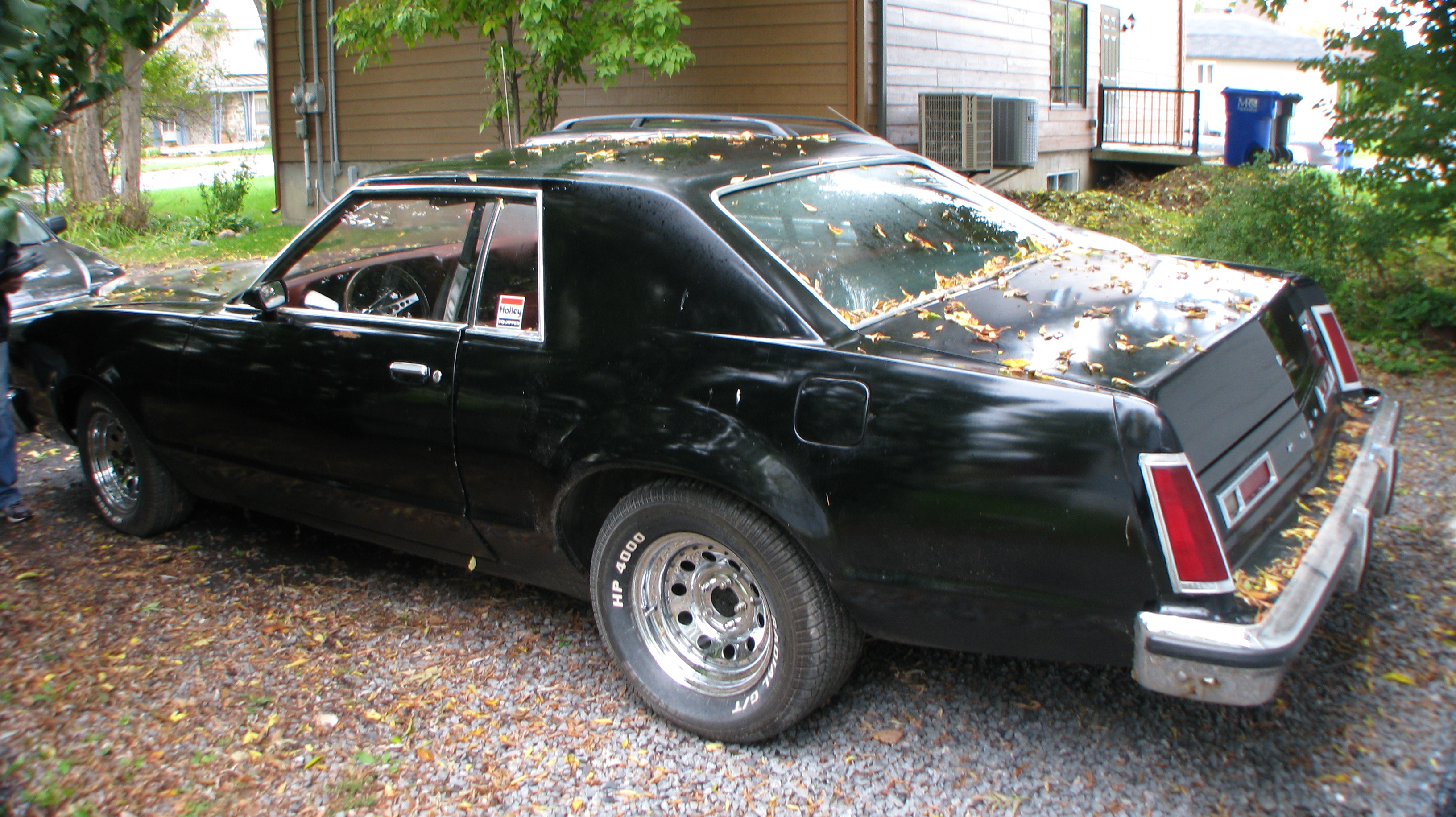
Ford LTD II, 1978 года

В 1978 году было прекращено производство универсалов Ford LTD II, которое было вызвано унификацией выпускаемых моделей с появлением в ряду автомобилей Ford новой модели Fairmont, создаваемой на базе платформы Ford Fox, в линейке моделей которого также входил пятидверный универсал.
Одним из лозунгов рекламной кампании Ford LTD II в 1978 году был «Прекрасный среднеразмерный автомобиль по приземленной цене». Стандартным двигателем у Ford LTD II был 5-литровый 302-V8-2V, мощность 134 л. с. (не устанавливался на машины, реализовывавшиеся в Калифорнии). Во внешней отделке автомобилей применялся винил (для обтяжки крыши) и большое количество хромированных элементов отделки экстерьера.
 Статистика производства 
| Модификация           | Модель                 | Объём производства | Заводская цена,$ | Масса                 |
| --------------------- | ---------------------- | ------------------ | ---------------- | --------------------- |
| LTD II (V-8)          | 2-dr. Hardtop Coupe    | 76 285             | 5069             | 3773 фунта (1711 кг)  |
| LTD II (V-8)          | 4-dr. Pillared Hardtop | 64 133             | 5169             | 3872 фунта (1756 кг)  |
| LTD II 'S' (V-8)      | 2-dr. Hardtop Coupe    | 9 004              | 4814             | 3746 фунтов (1699 кг) |
| LTD II 'S' (V-8)      | 4-dr. Pillared Hardtop | 21 122             | 4889             | 3836 фунтов (1740 кг) |
| LTD II BROUGHAM (V-8) | 2-dr. Hardtop Coupe    |                    | 5405             | 3791 фунт (1720 кг)   |
| LTD II BROUGHAM (V-8) | 4-dr. Pillared Hardtop |                    | 5505             | 3901 фунт (1769 кг)   |

## 1979

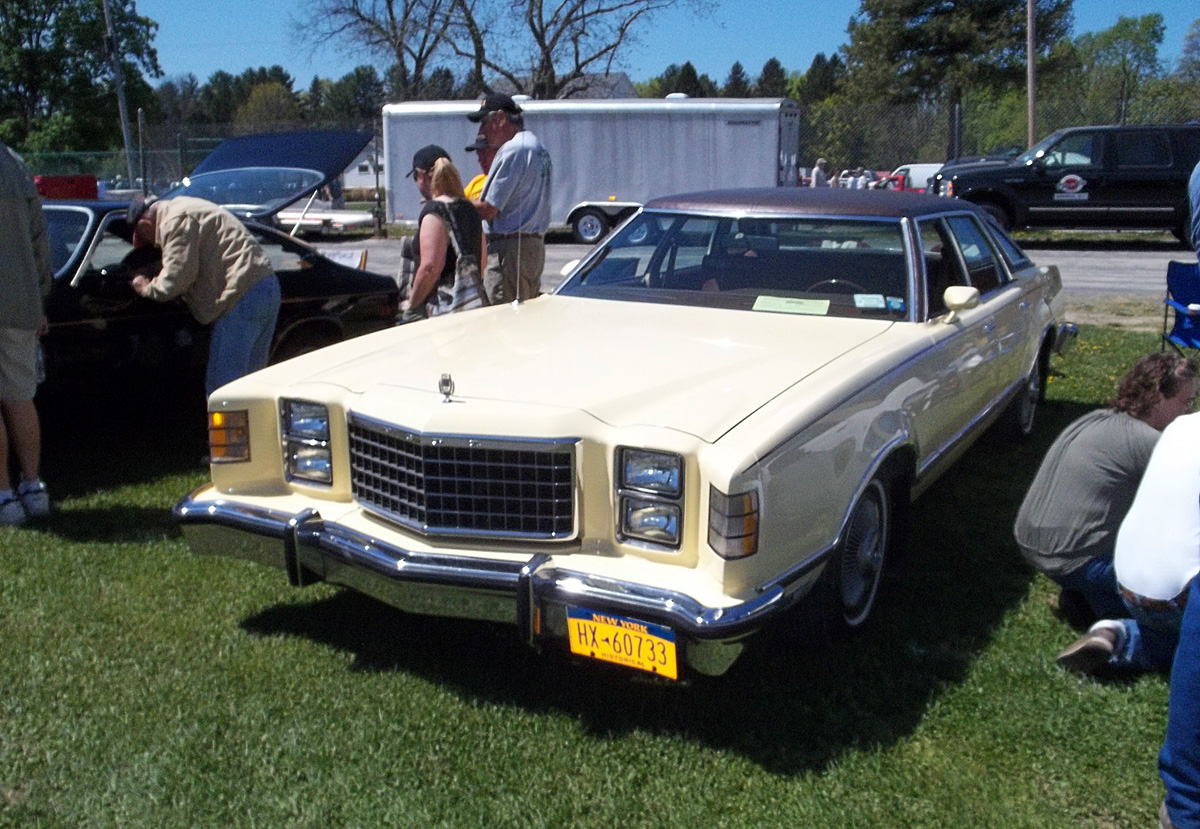
Ford LTD II седан с двухцветной окраской кузова

1979 год был последним годом производства Ford LTD II. Свертывание выпуска данной модели было обусловлено относительно низким спросом на рынке, устаревшей платформой и унификацией моделей выпускаемых автомобилей, с целью сокращения расходов на их проектирование, освоение в производстве и выпуск на рынок.
Технические характеристики Ford LTD II были аналогичными предыдущим годам выпуска, количество моделей двигателей, предлагавшихся к установке сократилось до трёх V-образных восьмицилиндровых двигателей, мощностью 135, 140 и 152 л. с.
Измененная форма спойлера переднего бампера, новый электронный регулятор напряжения и коррозийностойкий безопасный пластиковый лоток аккумуляторной батареи были основными изменениями в конструкции автомобиля в 1979 году. Дизайн автомобиля не претерпел кардинальных изменений.
 Статистика производства 
| Модификация           | Модель                 | Объём производства | Заводская цена,$ | Масса                 |
| --------------------- | ---------------------- | ------------------ | ---------------- | --------------------- |
| LTD II (V-8)          | 2-dr. Hardtop Coupe    | 18 300             | 5445             | 3797 фунтов (1722 кг) |
| LTD II (V-8)          | 4-dr. Pillared Hardtop | 19 781             | 5569             | 3860 фунтов (1750 кг) |
| LTD II 'S' (V-8)      | 2-dr. Hardtop Coupe    | 834                | 5198             | 3781 фунт (1715 кг)   |
| LTD II 'S' (V-8)      | 4-dr. Pillared Hardtop | 9 649              | 5298             | 3844 фунта (1744 кг)  |
| LTD II BROUGHAM (V-8) | 2-dr. Hardtop Coupe    |                    | 5780             | 3815 фунтов (1730 кг) |
| LTD II BROUGHAM (V-8) | 4-dr. Pillared Hardtop |                    | 5905             | 3889 фунтов (1764 кг) |